# Grigny, Rhône
Grigny, Rhône là một xã thuộc tỉnh Rhône trong vùng Auvergne-Rhône-Alpes phía đông nước Pháp. Xã này nằm ở khu vực có độ cao trung bình 160 mét trên mực nước biển. Diện tích là 5,75 km2, dân số năm 2006 là 8477 người.